# Бухаларо
Бухаларо (ісп. Bujalaro) — муніципалітет в Іспанії, у складі автономної спільноти Кастилія-Ла-Манча, у провінції Гвадалахара. Населення — 71 особа (2010).
Муніципалітет розташований на відстані близько 90 км на північний схід від Мадрида, 41 км на північний схід від Гвадалахари.
На території муніципалітету розташовані такі населені пункти: (дані про населення за 2010 рік)
- Бухаларо: 70 осіб
- Ель-Моліно: 1 особа

## Демографія
Динаміка населення (INE ):

## Галерея зображень

Розташування муніципалітету у провінції Гвадалахара